# Marginaalschild

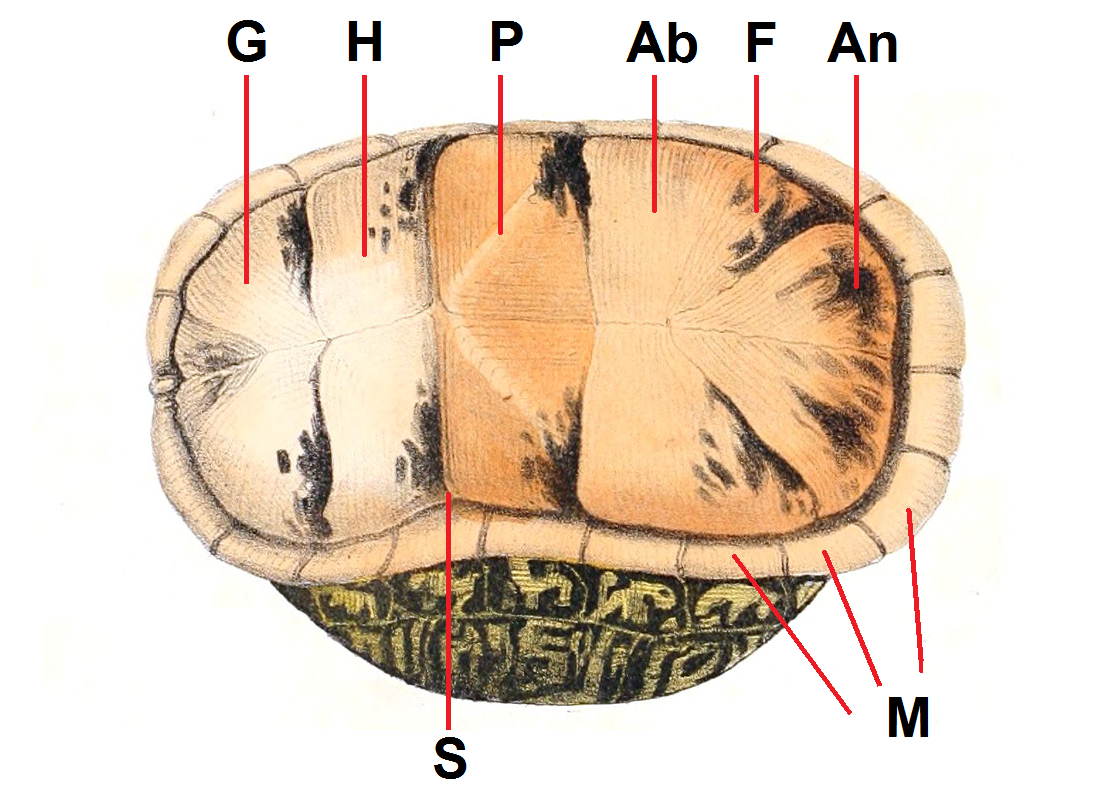
Hoornschilden van een schildpad

De marginaalschilden, ook wel marginale (mv:marginalia) of randschild is een van de typen hoornschilden aan het rugschild van een schildpad. Het is het enige rugschild dat ook aan de buikzijde is te zien. De naam is afgeleid van het Latijnse woord marginalis, dat aan de rand betekent. De vorm en grootte en de relatieve lengte van de marginaalschilden zijn een belangrijk determinatiekenmerk en verschillen per soort. Ook het aantal marginaalschilden kan variëren. Bij sommige soorten komen inframarginaalschilden voor, deze zijn tussen de marginaalschilden en de buikschilden gelegen en behoren tot het buikschild of plastron. 
Op de afbeelding rechts zijn de marginaalschilden aangegeven met de letter M.